# 沢口ケイ
沢口 ケイ（さわぐち けい、1980年11月3日 - ）は、日本のAV女優。埼玉県出身。血液型：O型、身長：159cm、スリーサイズ：B86・W59・H86。趣味:ショッピング。

## 出演作品
2001年
- ブレイクキッズ 7（2月21日、桃太郎映像出版）
- 神聖レズビアン GAL編（3月15日、QRAKE）共演:朝香エミ
- 接吻浮気合戦 [今度は本番しちゃいました]（4月20日、ディープス）共演:桜川麻美
- ヴァーチャル相鑑オナニー（5月10日、ハムレット）他出演:藤谷かな、南まり
- 人気者で抜こう!!（5月24日、KUKI）他出演:うさみ恭香、長瀬愛、紺野沙織
- 集団レイプ （6月10日、バッド ジャッジ）
- gal les ギャルレズ（6月29日、バンドー）共演:雨宮早苗
- 神聖レズビアン 女子校生編 （7月14日、QRAKE）共演:片桐真冬
- [汁だく痴女]5対1（8月9日、モンゴロイド）
- ギャルW中出し（8月30日、オリジナル）共演:雨宮早苗
- BOX GIRL 箱女 1（11月28日、エクストリーム）他出演:安里かおる、杉田恵

2002年
- 即尺若奥さま ウチはいつでも裸エプロンよ SERIES VOL.1（2月5日、ディープス）他多数出演
- 男女の濃厚接吻シリーズ VOL.4（2月8日、ディープス）他多数出演
- 女優61人！連続発射図鑑 計100発!（2月20日、ディープス） 他多数出演
- 性書 ～女達のバイブル～（10月24日、キティ ハイ）他多数出演
- 女子校生レズビアン Two Pieces1 （10月25日、桃太郎映像出版）共演:小沢千里
- みるスポ!沢口ケイ（12月28日、みるきぃぷりん♪）

2003年
- チンポを見たがる女たち2 病院編（2月1日、MOODYZ）[1]共演:宮内つぐみ、風見京子、上田真耶、落合広美
- CHARMS 桃太郎2002年下半期を代表するカワイイ娘をPICK UP（3月15日、桃太郎映像出版）※総集編
- 秋秀人コレクション ヴァーチャル相鑑オナニー&エッチな美谷間（4月19日、SODクリエイト）他出演 藤谷かな、南まり 他 ※『ヴァーチャル相鑑オナニー』のDVD化作品
- こんでんすみるきぃ 沢口ケイ（5月2日、みるきぃぷりん♪）
- 単体AV男優 ～君は現場の王子様～（5月21日、ワープエンタテインメント）共演:矢田涼子
- レズキス ロマンスDX（6月15日、MOODYZ）共演:松坂樹梨、秋本優奈、臼井利奈
- 桃太郎 THE BEST 5 舐めちゃう舐められちゃう（6月27日、桃太郎映像出版）※総集編
- みるきぃHiスクール。 沢口ケイ #121（10月6日、みるきぃぷりん♪）
- 桃太郎 THE BEST 6 女子校生3（11月21日、桃太郎映像出版）※総集編
- 桃太郎 THE BEST 6 たれながし汁（11月21日、桃太郎映像出版）※総集編
- 即尺若奥さま ウチはいつでも裸エプロンよ 4時間1980円（12月4日、ディープス）※総集編

2004年
- みるきぃぷりん ぜんぶ。2 DVDありったけ97タイトル全部入り!!（1月5日、みるきぃぷりん♪）※総集編
- 美少女輪姦（1月8日、強姦録）他多数出演
- ベイビーフェイスをやっつけろ!!DVD edition 2（1月30日、KUKI）他出演:夏樹亜矢、卯月梨奈、蘭望実、松浦美和、加山由衣、平井まりあ、星野美帆、百瀬春華、江藤千春
- VERY BEST OF 2003 嵐盤（2月27日、KUKI）他多数出演
- レズビアンBEST 2（4月1日、MOODYZ）※総集編
- レズキスマニア（4月16日、桃太郎映像出版）※総集編
- 女捜査官 沢口ケイの惨い事（6月8日、VIO）
- 超天然！桃尻娘 アナドール 沢口ケイ（11月8日、HARD CORE MANIAX）

2005年
- スケイス-3（3月8日、みるきぃぷりん♪）※総集編
- ヴァイオ・ナビ2 作品集+未公開映像 レイプ PLUS（3月15日、VIO）※総集編
- みるきぃぷりん ぜんぶ。3 美少女130タイトル全部入り（8月19日、みるきぃぷりん♪）※総集編
- 性・ヒロイン ～淫欲のままに～ 2（10月21日、シャトルジャパン）他多数出演
- 脚と射精（12月16日、レイディックス）

2006年
- 女だらけ 同性のマンコに目覚めた天使たちの絶頂22回まるまる176分（9月19日、桃太郎映像出版）他出演:小沢千里、清水しずか、大竹萌、藤宮美那、浅倉まい ※総集編
- 我慢できないっ！手コキと勢いのある射精（12月15日、レイディックス）※総集編

2009年
- 暴虐拷問史 女捜査官（おんなデカ）沢口ケイの惨い事（2月20日、カオカコミュニケーション）
- 聖水百景 2 上下巻（上巻7月3日・下巻7月10日、レイデックス）※総集編
- 単体AV男優 ～君は現場の王子様～（10月26日、ワープエンタテインメント）

2010年
- ヤバすぎる絶頂アクメ15人 「SEX好きの可愛くヤバい女達」（5月27日、コロナ社）
- 野外SEXに燃える女10人！！スリルと開放感に酔いしれ「入れて…」（7月28日、コロナ社）
- 突撃お宅に訪問おしかけ生FUCK 「即舐め、即入れ、絶頂保証」（8月26日、コロナ社）

2012年
- Bath Roomから濡れすぎのエロSEX 洗っても溢れる淫液！！我慢できない女達（3月24日、コロナ社）
- 働く人妻達の不倫現場 オフィスで快感むさぼる本気妻（6月22日、コロナ社）